# Union des Églises pentecôtisantes indépendantes
L'Union des Églises pentecôtisantes indépendantes (UNEPI) est une association chrétienne évangélique d'églises pentecôtistes en France.  Elle est membre du CNEF.

## Histoire
L’Union est fondée en 2006 par Pierre Lannoy (alors pasteur du Temple Le Tabernacle à Tourcoing).
Depuis, d'autres églises se sont jointes à l'union, attirées par la possibilité de garder leur caractère indépendant. Celles-ci sont implantées en diverses régions de France mais quelques-unes proviennent du Congo-Brazzaville, de la Côte d’Ivoire et du Togo.
En 2011, elle avait 20 églises membres.

## Croyances
L'Union est membre du CNEF.